# Jardin du Dharma très bon
Le Jardin du Dharma très bon est un centre de l'école kagyupa du bouddhisme tibétain fondé en 1985 par Bokar Rinpoché. Ce centre est lié au 17e Karmapa, Orgyen Trinley Dorje.  Ce centre bouddhiste est situé en Provence près d'Aix-en-Provence. 